# Obs.
 Denne artikel omhandler forkortelsen for "observer". Opslagsordet har også en anden betydning, se OBS.
OBS er en forkortelse, der står mange steder. Det står for observer - altså, vær opmærksom på... Det kan eks. være ting som "Obs: Mødet er udskudt til 3 dage senere" eller "Obs: Gulvet kan være glat".
Man kan også skrive "Vær opmærksom på at:", men det ville være meget længere, så derfor har man forkortelsen "Obs."